# Mario Zaragoza
Mario Zaragoza Sánchez (Guadalajara, Jalisco; 5 de febrero de 1960) es un actor mexicano, galardonado con el Premio Ariel.

## Filmografía

### Telenovelas
- 1996-1997 Nada personal
- 1997-1998 Demasiado corazón (Medrano)
- 1998-1999 El amor de mi vida
- 1999 Yacaranday
- 2000-2001 Todo por amor ("El Chicarcas")
- 2003 Enamórate (Francisco Serrano)
- 2004 Soñarás (José García "Trompoloco")
- 2004-2005 Las Juanas (Presidente Municipal)
- 2005-2006 Amor en custodia (Américo "El Oso")
- 2005 Top models
- 2009 Eternamente tuya (Ramón, Presidente Municipal)
- 2018 La jefa del campeón (Arnulfo Ramírez)
- 2018 El desconocido: la historia de El Cholo Adrián - Cobra
- 2020 Run Coyote Run - Don Agustín
- 2021 La negociadora - Matamoros[1]
- 2022 ¿Quién mató a Sara? - Director Prisión[2]
- 2022 Las Bravas FC - Don Sebastian

### Series
- 2000-2007 Lo que callamos las mujeres. "Bordando la esperanza" (Aurelio)
- 2000-2007 Lo que callamos las mujeres. "Carrusel" (Marido de Celia)
- 2000-2007 Lo que callamos las mujeres. "Decepción" (Enrique)
- 2000-2007 Lo que callamos las mujeres. "La rosa de fierro" (José)
- 2000-2007 Lo que callamos las mujeres. "Mi pecado" (Cristóbal)
- 2000-2007 Lo que callamos las mujeres. "Puedo vivir sin ti" (Marido de Guadalupe)
- 2000-2007 Lo que callamos las mujeres. "Una navidad sin mamá"
- 2002-2005 Sexos en guerra
- 2003 El poder del amor
- 2005 Quimera
- 2005-2007 Lo que la gente cuenta. 3ª temporada, "El chupacabras" (Melquiades)
- 2009 XY (participación especial)
- 2010 Los Minondo
- 2011 El encanto del águila (Victoriano Huerta)
- 2012 Cloroformo
- 2012 Los heroes del norte (Don Dámaso)
- 2014 Cuenta pendiente (Claudio)
- 2014 Como dice el dicho (Hugo)
- 2016 Yago (Camilo Michell)
- 2017 El Chapo. 2ª temporada, "Capítulo 6" (Andrés Labrador)
- 2023 El de Los Lentes Carrera (Delfino)
- 2024 Las azules (Aldo Herrera)[3]

### Cine
- 1994 El callejón de los milagros (Judicial)
- 1998 Un embrujo (Eliseo Zapata)
- 1998 I want to be. Quiero ser (corto) (Alemania)(Pedro)
- 1999 El coronel no tiene quien le escriba (Francia-México-España) (Ingeniero Morales)
- 1999 Todo el poder (Alfonso Moreno "El Cojo")
- 1999 Tú y tu cerveza y lo grande que eres (corto) ("Kid Tacuba")
- 1999 Los caídos (corto) (Padre Domingo)
- 1999 Nada de aquel furor (corto) (Jaime)
- 1999 Un ojo al gato y otro al garabato (corto) (Amante)
- 1999 Cuentas claras (Donald)
- 2000 De ida y vuelta (Francisco)
- 2000 La línea (corto) (Javier)
- 2000 Señor X (corto) (Taxista)
- 2001 Panchito Rex. Me voy pero no del todo (Duarte)
- 2001 Piedras verdes (Hombre en la Disco)
- 2001 De la calle (Ochoa)
- 2001 Me mirabas (corto) (Vecino)
- 2002 Vivir mata (Aficionado #1)
- 2002 Noche santa (corto) (Santa)
- 2002 Visita de doctor (corto)
- 2002 Ciudades oscuras (Tito)
- 2002 Seis días en la oscuridad (Mondragón)
- 2002 Silencio (corto) (Payaso)
- 2003 Sobreviviente ("Carchanflas")
- 2003 La luna de Antonio (corto)
- 2004 Man on fire (USA) (Jorge Ramírez)
- 2004 Pelea de gallos (corto) (México-USA) (Jefe de la Mafia)
- 2004 Otro ladrillo en la pared (corto) (Darío)
- 2004 La cañada (corto) (Nicolás)
- 2004 Gritos de hambre (Castillo)
- 2005 Las vueltas del citrillo (Lino Melgarejo)
- 2005 Un mundo maravilloso (Camillero #2)
- 2005 Quince años (Película para TV.)
- 2006 Paso de ovejas (corto) (Bruno)
- 2006 Mojigangas (corto) (Padre de Camila)
- 2007 La zona (Comandante Rigoberto)
- 2007 El quejido (corto) (Cruz)
- 2008 Desierto adentro (Elías)
- 2009 Sin retorno (México-Colombia) (Comandante Marcos Lecu)
- 2011 La otra familia ("El Caimán")
- 2011 Amor del regio (Taxista)
- 2012 Get the Gringo (Vázquez)
- 2012 Hecho en China
- 2013 Potosí (Luis)
- 2013 12 Segundos (Asesino)
- 2013 Cinco de mayo: La batalla (Juan Nepomuceno Almonte)
- 2013 Tlatelolco, verano del 68
- 2017 Septiembre, un llanto en silencio
- 2019 Los Networkers

### Teatro
- 1988 Laboratorio de patafísica
- 1988 Filosofías de la imaginación (El Rey Utanasio Centésimo-Primero)
- 1988 Mujer con el viente explotando (Fermín)
- 1988 El enemigo (Loco, Ayudante y Eneas)
- 1992-1993 Cura y locura (Antonin Artaud)
- 1993-1995 Los tres reyes vagos (Raspar)
- 1993 Las preciosas ridículas ("Mascarilla")
- 1994 Juana'
- 1995 Icano el Mex Mex (Monólogo, también Adaptador) (Icano el Mex Mex)
- 1996 Piedra de sol. Luna de sol (Monólogo) (Hilario)
- 1996 En lo oscurito' (Montes)
- 1998-1999 La Malinche (Loco y "La Llorona")
- 1999-2000 Los tres reyes vagos (Raspar)
- 1999 Insurgenteada
- 2002-2005 1822, el año que fuimos imperio (Vicente Guerrero, Diputado Torrijas, Conspirador y Guía)
- 2002-2004 Estrellas enterradas
- 2003 Antonio Lucio y las cuatro espaciones (Antonio Vivaldi)

## Premios
- 1992 Manolo Fábregas por mejor actor en la obra de teatro Cura y locura.
- 1998 Rafael Banquells por mejor actor en la película Un embrujo.
- 2000 Heraldo por mejor actor en la película Un embrujo.
- 2002 Ariel por mejor actor de cuadro en la película De la calle.
- 2002 Diosa de Plata por mejor actor coatuación masculina de De la calle.
- 2002 Bravo en USA. por mejor actor por la película De la calle.
- 2002 Heraldo por mejor actor de reparto por la película De la calle.
- 2008 Mayahuel por mejor actor en la película Desierto adentro.
- 2008 Mejor Actor - Festival Internacional de Cine en Guadalajara por Desierto adentro.